# Ninh Tịnh
Ninh Tịnh (chữ Hán: 宁静, Bính âm: Ning Jing; sinh ngày 27 tháng 4 năm 1972) là một nữ diễn viên người Trung Quốc từng tốt nghiệp học viện hý kịch Thượng Hải.

## Tiểu sử
Ninh Tịnh sinh năm 1972 tại Quý Châu, Trung Quốc trong một gia đình có bố là người Hán, còn mẹ là người Nạp Tây. Cô có một người em trai là nghệ sĩ nhạc rock. Ngay khi còn là sinh viên của Học viện Nghệ thuật Thượng Hải, cô đã được nhiều đạo diễn chú ý và mời đi đóng phim điện ảnh. Ninh Tịnh thường tâm sự, người cô biết ơn nhất trong sự nghiệp của mình là đạo diễn Hà Bình. Chính nhờ vai diễn trong phim Pháo đả song đăng (năm 1994) của đạo diễn Hà Bình đã đưa sự nghiệp của Ninh Tịnh sang một bước ngoặc mới. Với giải Nữ diễn viên chính xuất sắc nhất tại Liên hoan phim San Sebastian (Tây Ban Nha), Ninh Tịnh đã vụt toả sáng và nổi tiếng tại Trung Quốc với nhiều dạng vai diễn khác nhau. Năm 1998, 1999 cô đoạt giải nữ diễn viên chính xuất sắc nhất của giải Kim Kê và Bách Hoa của Trung Quốc.
Sau Pháo đả song đăng, lối diễn xuất biểu cảm của Ninh Tịnh tiếp tục được các đạo diễn khai thác. Khi nam diễn viên nổi tiếng Khương Văn thực hiện Dưới sức nóng mặt trời (năm 1995) – bộ phim đầu tay với vai trò đạo diễn, anh đã mời Ninh Tịnh vào vai nữ chính. Cô còn được giao nhiều vai diễn lớn trong các phim tình cảm Tân Bến Thượng Hải (chung với Lưu Đức Hoa, Trương Quốc Vinh), Hồng Hà Cốc (với Thiệu Bình). Nhiều bộ phim đòi hỏi diễn viên phải thể hiện những màn tình cảm táo bạo nhưng với lòng yêu nghề mãnh liệt, Ninh Tịnh đều vượt qua được sự e dè để làm tròn vai diễn.

## Phim ảnh

### Điện Ảnh
| Năm  | Tên                                         | Vai              | Ghi chú      |
| ---- | ------------------------------------------- | ---------------- | ------------ |
| 1991 | Red Fists                                   | Lâm Na           |              |
| 1991 | I'm Ugly but I'm Gentle                     | Lưu Đình Đình    |              |
| 1993 | The Video Tape                              | Laiyun           |              |
| 1993 | Red Firecracker, Green Firecracker          | Chunji           |              |
| 1994 | Miss Morphis奥菲斯小姐                      | Yi Meng          |              |
| 1994 | Winner赢家                                  | Lu Xiaoyang      |              |
| 1994 | In the Heat of the Sun阳光灿烂的日子        | Milan            |              |
| 1995 | Warrior Lan Ling兰陵王                      | Yingying         |              |
| 1996 | Shanghai Grand新上海滩                      | Fung Ching-ching |              |
| 1997 | Red River Valley红河谷                      | Danzhu           |              |
| 1997 | The Bewitching Braid大辫子的诱惑            | Ling             |              |
| 1999 | Lover's Grief over the Yellow River黄河绝恋 | Angel            |              |
| 1999 | Lotus Lantern宝莲灯                         | Gamei            | voice acting |
| 1999 | Wild Child's Secret                         |                  |              |
| 1999 | The Cotton Fleece白棉花                     | Fang Biyu        |              |
| 2002 | Against The Torrent惊涛骇浪                 | Han Mei          |              |
| 2002 | Manhole                                     |                  |              |
| 2002 | Chinese Odyssey 2002天下无双                | Zixia            |              |
| 2003 | The Missing Gun寻枪                         | Li Xiaomeng      |              |
| 2005 | Divergence三岔口                            | Ting             |              |
| 2005 | Set To Kill借兵                             | Ren Kangni       |              |
| 2007 | Call for Love爱情呼叫转移                   | Pan Wenlin       |              |
| 2009 | The Founding of a Republic建国大业          | CPPCC member     |              |
| 2011 | 1911辛亥革命                                | Qiu Jin          |              |
| 2012 | Happy Hotel                                 |                  |              |
| 2014 | Lady of the Dynasty                         |                  |              |
| 2017 | Men's Secret                                |                  |              |
| 2017 | Wished反转人生                              | Cameo            |              |

### Truyền Hình
| Năm  | Tên phim                                             |                                                  | Nhân vật                     | Ghi chú                                     |
| ---- | ---------------------------------------------------- | ------------------------------------------------ | ---------------------------- | ------------------------------------------- |
| 1999 | 上海之恋                                             | Thượng Hải chi tình                              | Bian Tinghua                 | Mối tình Thượng Hải                         |
| 2001 | 乱世英雄吕不韦                                       | Lã Bất Vi : Anh hùng thời loạn                   | Triệu Cơ                     | Lã Bất Vi                                   |
| 2001 | 大宅门                                               | Đại Trạch Môn                                    | Zhen'er                      | Danh Gia Vọng Tộc                           |
| 2001 | 英雄                                                 | Anh Hùng                                         | Tang Lan                     | Anh hùng Cẩm Y Vệ                           |
| 2002 | 曹操与蔡文姬                                         | Tào Tháo và Sái Văn Cơ                           | Điêu Thuyền                  |                                             |
| 2002 | 梦断紫禁城                                           | Mộng đoạn Tử Cấm Thành                           | Ngô Khang Liên (vợ Hòa Thân) |                                             |
| 2003 | 大钦差之皇城神鹰                                     | Đại Khâm sai chi Hoàng thành Thần Ưng            | Kim Phượng Hoàng             |                                             |
| 2003 | 杨门女将                                             | Dương môn nữ tướng                               | Mộc Quế Anh                  | Nominated – Lily Award for Favorite Actress |
| 2003 | 拜月亭                                               | Bái Nguyệt đình                                  | Vương Thụy Lan               |                                             |
| 2003 | 孝庄秘史                                             | Hiếu Trang bí sử                                 | Hiếu Trang Hoàng Thái hậu    | Chunyan Award for Best Actress              |
| 2003 | 暴风法庭                                             | Bạo Phong Pháp Đình                              | Su Jie                       |                                             |
| 2003 | 大宅门                                               | Đại Trạch Môn                                    | Zhen'er                      | Danh Gia Vọng Tộc mùa 2                     |
| 2004 | 皇太子秘史                                           | Hoàng Thái tử bí sử                              | Kiến Ninh công chúa          |                                             |
| 2004 | 大汉天子2                                            | Đại Hán thiên tử                                 | Vệ Tử Phuhoàng hậu           |                                             |
| 2004 | 新五女拜寿                                           | Tân Ngũ nữ bái thọ                               | Lương Noãn Băng              |                                             |
| 2004 | 梧桐相思雨                                           | Ngô đồng tương tư vũ                             | Long Dụ Hoàng thái hậu       |                                             |
| 2004 | 魂断楼兰                                             | Hồn đoạn Lâu Lan                                 | Mã Nhã                       |                                             |
| 2004 | 白银谷                                               | Bạch Ngân cốc                                    | Đỗ Quân Thanh                | Thung lũng Bạch Ngân                        |
| 2004 | 真相的背后                                           | Đằng sau sự thật                                 | Xue Wenjun                   | Tòa Án quyết định                           |
| 2004 | 大马帮                                               | Đại Mã bang                                      | Guoguo                       |                                             |
| 2004 | 六指琴魔                                             | Lục chỉ cầm ma                                   | Dương Tuyết Mai              |                                             |
| 2004 | 醉剑恩仇录                                           | Túy Kiếm Ân Cừu Lục                              | Ruan Hong                    |                                             |
| 2005 | 月上江南之狄仁杰洗冤录                               | Trăng Sáng Giang Nam Chi Địch Nhân Kiệt Giải Oan | Bạch Như Tuyết               | Địch Nhân Kiệt                              |
| 2005 | 风流戏王                                             | Phong lưu hý vương                               | Lí Hương Quân                |                                             |
| 2005 | 浪子燕青                                             | Lãng tử Yến Thanh                                | Lü Siniang                   |                                             |
| 2005 | 魔界之龙珠                                           | Ma Giới Chi Long Châu                            | Phục Thiên Kiều              | Bảo ngọc Long Châu                          |
| 2005 | 明末风云                                             | Minh mạt phong vân                               | Trương Yên                   |                                             |
| 2005 | 傻小子李元霸                                         | Tiểu tử Lý Nguyên Bá                             | Tiêu Mỹ Nương                |                                             |
| 2005 | 马大帅2                                              | Mã đại soái                                      | Li Ping                      |                                             |
| 2005 | 雪域迷城                                             | Tuyết vực mê thành                               | Lãnh Vân                     |                                             |
| 2005 | 侠影仙踪                                             | Hiệp ảnh tiên tông                               | Dữu thái hậu                 |                                             |
| 2005 | 东归英雄传Donggui Yingxiong Zhuan                    | Đông quy anh hùng truyện                         | Yangjin                      |                                             |
| 2006 | Shiquan Shimei Zhi Youmeng Niandai十全十美之有梦年代 |                                                  | Langqin                      |                                             |
| 2006 | 福禄寿三星报喜                                       | Ngôi sao may mắn                                 | Tây Vương Mẫu                |                                             |
| 2006 | Ruan Lingyu阮玲玉                                    |                                                  | Hudie                        |                                             |
| 2006 | 鼓上蚤时迁                                           | Cổ thượng tảo Thời Thiên                         | Phan Xảo Vân                 | Anh hùng Lương Sơn : Thời Thiên             |
| 2006 | Hujia Hanyue胡笳汉月                                 |                                                  | Văn Minh hoàng hậu           |                                             |
| 2006 | 鹿鼎记                                               | Lộc Đỉnh ký                                      | Trần Viên Viên               |                                             |
| 2006 | Sela Qingchun色拉青春                                |                                                  | Duan Yuanyuan                |                                             |
| 2006 | 南越王                                               | Nam Triệu vương                                  | Princess Wuyang              |                                             |
| 2008 | 爱就爱到底                                           |                                                  | Yang Xi                      |                                             |
| 2008 | 大瓷商                                               | Đại Thương Sứ                                    | Yin Xiuli                    |                                             |
| 2009 | 咱爸咱妈六十年                                       | Cha Mẹ Tôi 60 Năm                                | Bạch Ngọc Lan                |                                             |
| 2010 | 大管家                                               | Đại quản gia                                     | Vương Hiểu Hy                |                                             |
| 2010 | 奢香夫人                                             | Xa Hương phu nhân                                | Xa Hương                     |                                             |
| 2010 | 红槐花                                               | Hồng Hòe hoa                                     | Phụng nhi                    | Hoa Hòe đỏ                                  |
| 2012 | 大秦帝国之纵横                                       | Đại Tần đế quốc chi Tung hoành                   | Mị Bát Tử                    | Đại Tần đế quốc II                          |
| 2017 | 大秦帝國之崛起                                       | Đại Tần đế quốc chi Quật khởi                    | Tần Tuyên thái hậu           | Đại Tần đế quốc III                         |
| 2019 | 皓镧传                                               | Hạo Lan truyện                                   | Lệ thị                       |                                             |

## Giải thưởng
| Năm  | Hạng Mục                                    | Giải Thưởng                                     | Kết quả   |
| ---- | ------------------------------------------- | ----------------------------------------------- | --------- |
| 1994 | Nữ diễn viên chính xuất sắc nhất            | Liên hoan phim Quốc tế San Sebastian lần thứ 42 | Đoạt giải |
| 1994 | Nữ diễn viên chính xuất sắc nhất            | Giải Kim Kê                                     | Đề cử     |
| 1996 | Nữ diễn viên được yêu thích nhất            | Liên Hoan Phim Đại học Thượng Hải               | Đoạt giải |
| 1996 | Nữ diễn viên chính xuất sắc nhất            | Hiệp hội phê bình Thượng Hải                    | Đoạt giải |
| 1996 | Nữ diễn viên chính xuất sắc nhất            | Giải Kim Mã                                     | Đề cử     |
| 1997 | Nữ diễn viên xuất sắc nhất                  | Giải Bách Hoa                                   | Đoạt giải |
| 1997 | Nữ diễn viên chính xuất sắc nhất            | Liên hoan phim Sinh Viên Bắc Kinh lần thứ 4     | Đoạt giải |
| 1998 | Nữ diễn viên chính xuất sắc nhất            | Liên hoan phim Sinh Viên Bắc Kinh lần thứ 5     | Đoạt giải |
| 1999 | Nữ diễn viên chính xuất sắc nhất            | Giải Kim Kê                                     | Đoạt giải |
| 2000 | Nữ diễn viên chính xuất sắc nhất            | Liên hoan phim Trường Xuân                      | Đề cử     |
| 2003 | Nữ diễn viên được công chúng yêu thích nhất | Giải Kim Ưng                                    | Đề cử     |
| 2003 | Nữ diễn viên chính xuất sắc nhất            | Giải Bách Hoa                                   | Đề cử     |
| 2005 | Nữ diễn viên xuất sắc nhất Trung Quốc       | Giải thưởng Điện ảnh Trung Quốc 100 năm         | Đoạt giải |
| 2012 | Nữ diễn viên phụ xuất sắc nhất              | Giải Bách Hoa                                   | Đoạt giải |
| 2012 | Nữ diễn viên được công chúng yêu thích nhất | Giải Kim Ưng                                    | Đề cử     |